# Los Dukes
Los Dukes fue un grupo musical argentino de principios de los años sesenta, oriundos del barrio de Mataderos. Su importancia radica en que fue uno de los primeros conjuntos emergidos de la corriente de La Nueva Ola en tocar rock y en la que formó parte el legendario cantautor Tanguito, que hizo con ellos su debut discográfico como cantante y líder en la primavera de 1963.

## Historia
Eran una mezcla rara entre rock 'n' roll y swing (un estilo muy similar al rockabilly). Una característica que los diferenció del resto de los conjuntos de aquella época era que utilizaban instrumentos como piano, guitarra y saxofón. A mediados de 1963, el cantante Jorge Darrié (Jorge Sosa) se alejó del grupo para continuar su carrera como solista. Fue reemplazado por Tanguito (1945-1972), quien más tarde también dejaría el grupo para seguir como solista. Su tercer y último cantante sería Carlos Javier Beltrán (1946-2012).
Fue un conjunto que tuvo mucho éxito gracias a su difusión en radio y televisión. Sus conciertos en clubes de barrios eran multitudinarios, con una impecable presencia en vivo. Incluso llegaron a compartir escenario con Sandro y Los de Fuego, los Pick Ups, los Bobby Cats (cuyo líder era Billy Bond), El Club del Clan,  Billy Cafaro, y muchos más. Su primer simple editado por el sello Music Hall llevaba en la cara A «Decí por qué no querés», de Palito Ortega y Dino Ramos, y otro con la autoría de José Alberto Iglesias, «Mi Pancha», en el lado B, quien en aquel tiempo contaba con tan solo 18 años.
A fines de enero de 1964 apareció un segundo disco simple, que incluía los temas «Carnaval, carnaval» ―de Ball y Roger (en versión castellana y arreglos de Santos Lipesker)― y «Maquillada» de Freddie Cora.
Algunos afirman que fue en Los Dukes donde Tanguito habría comenzado su adicción a las anfetaminas, porque durante mucho tiempo llevaron una agotadora agenda de 11 actuaciones por fin de semana, y se cree que el cantante puede haber trabado relación con los estimulantes para soportar las interminables presentaciones.
En otoño de 1964 de ese mismo año, Tanguito (gracias a su amistad con Javier Martínez) obtuvo un importante contacto editorial con el sello discográfico RCA y seducido por la posibilidad de registrar un disco como solista, abandonó a la banda y comenzó a preparar el material, pero diversas circunstancias abortaron el proyecto, para el que había elegido el seudónimo de Ramsés VII.
Tras la partida de Tanguito en 1964 ingresó como cantante Carlos Javier Beltrán y hubo cambio de bajista, se fue Manone y entró Julio Lazzari, por entonces con 17 años.
Por aquellos años Los Dukes también grabaron simples con temas como «Normita» de Leo Dan y «Me permite» de Palito Ortega.

## Formación original
- Batería: Ángel Rocco
- Voz: Jorge Darrié (Jorge Sosa)
- Piano: Norberto "Buby" Melli
- Saxofón: Omar Pulcini (Pulci)
- Guitarra eléctrica: Roberto "Tito" Bengoechea
- Bajo eléctrico: Manone

## Exintegrantes
- Voz: Juan Darrié
- Voz: José Alberto Iglesias, Tanguito
- Voz: Carlos Javier Beltrán
- Bajo: Julio Lazzari

## Discografía
- 1963: Decí por qué no querés (simple).
- 1964: "Normita" (simple)
- 1964: Me permite (simple).[3]
- 1964: Carnaval Carnaval (simple).
- 1965: "Dime" (simple)